# Дионисий (Сакатис)
Митрополи́т Диони́сий (греч. Μητροπολίτης Διονύσιος, в миру Хара́ламбос Сака́тис, греч. Χαράλαμπος Σακάτης; 4 сентября 1946, Бююкада, Стамбул — 14 апреля 2021, Стамбул) — епископ Константинопольской православной церкви, митрополит Синадский (1996—2021).

## Биография
Родился 4 сентября 1946 года на острове Бююкада (греческое название Принкипо) в Турции в греческой семье Димитриоса и Марии. Там же окончил школу. Затем окончил Великую школу нации.
В 1971 году окончил Халкинскую богословскую школу и митрополитом Пергским Евангелом (Галанисом) был хиротонисан во диакона с наречением имени Дионисий в честь Дионисия Ареопагита.
Служил архидиаконом и священнопроповедником Принкипонисской митрополии в течение 18 лет.
1 декабря в 1989 года был приглашён патриархом Димитрием служить в патриаршем суде в качестве великого архимандрита Константинопольского трона, после чего митрополитом Листрийским Каллиником (Александридисом) был хиротонисан во пресвитера с возведением в сан архимандрита.
5 сентября 1996 года решением Священного синода Константинопольской православной церкви был избран епископом Синадским, викарием Деркской митрополии. 15 сентября в патриаршем соборе святого Георгия на Фанаре состоялась его хиротонич во епископа Синадского, викария Деркской митрополии. Хиротонию совершили: митрополит Деркский Константин (Харисиадис), митрополит Тианский Филипп (Капетанидис), митрополит Селевкийский Кирилл (Драгунис), митрополит Филадельфийский Мелитон (Карас) и митрополит Севастийский Димитрий (Комматас).
7 июля 2015 года решением Священного синода Константинопольской православной церкви по рекомендации патриарха Варфоломея Синадская епископия была возведена в ранг митрополии, в связи с чем епископ Дионисий был возведён в достоинство митрополита. Патриарх Константинопольский отметил, что обязанности викария епископ Дионисий исполнял с преданностью делу, ревностью, работоспособностью, скромностью, смирением и любовью.
Скончался 14 апреля 2021 года после продолжительной болезни. 19 апреля патриархом Варфоломеем в сослужении иерархов совершена заупокойная литургия и отпевание, после чего митрополит Галлиопольский и Мадитский Стефан (Динидис) совершил панихиду и погребение на кладбище монастыря Живоносного Источника в Балыклы.